# Sivrihisar
Sivrihisar là một huyện thuộc tỉnh Eskişehir, Thổ Nhĩ Kỳ. Huyện có diện tích 2547 km² và dân số thời điểm năm 2007 là 25406 người, mật độ 10 người/km².